# Lijst van rijksmonumenten aan de Keizersgracht (Amsterdam, Zuidwest)
Een overzicht van de 569 rijksmonumenten aan de Keizersgracht in Amsterdam.
Het overzicht is opgesplitst in drie delen. Die is het zuidwestelijke gedeelte vanaf de Raadhuisstraat tot de Leidsestraat. Dit zijn de nummers 185 t/m 455 aan de oneven zijde en 202 t/m 508 aan de even zijde.
Zie ook de lijst van het noordwestelijk gedeelte vanaf de Brouwersgracht tot de Raadhuisstraat. Dat zijn de nummers 1 t/m 183 aan de oneven zijde en 2 t/m 200 aan de even zijde. 
Zie ook de lijst van het zuidelijke gedeelte  vanaf de Leidsestraat tot de Amstel. Dat zijn de nummers 457 t/m (ergens boven de 700) aan de oneven zijde en 510 t/m (ergens boven de 700) aan de even zijde.
| Object | Oorspronkelijke functie? | Bouwjaar                                                                         | Architect               | Locatie                  | Coördinaten?                  | Nr.?   | Afbeelding |
| --- | ------------------------ | -------------------------------------------------------------------------------- | ----------------------- | ------------------------ | ----------------------------- | ------ | --- |
| Pand met zevenraams zandstenen gevel onder rechte lijst met triglyfen en wapens, waarop een attiek | Gebouw                   | begin 18e eeuw                                                                   |                         | Keizersgracht 203        | 52° 22' 24" NB, 4° 53' 7" OL  | 2275   | Meer afbeeldingen |
| Pand met vierraamsgevel onder rechte lijst met consoles, triglyfen en attiek zeven louis | Gebouw                   | ca. 1750                                                                         |                         | Keizersgracht 205        | 52° 22' 24" NB, 4° 53' 7" OL  | 2276   | Meer afbeeldingen |
| Pand met gevel met gesneden deur- en vensteromlijstingen en gebeeldhouwde kelderpui onder rechte daklijst | Gebouw                   | 18e/19e eeuw                                                                     |                         | Keizersgracht 207        | 52° 22' 24" NB, 4° 53' 7" OL  | 2277   | Meer afbeeldingen |
| Pand met vierraamsgevel onder rechte gesneden lijst met rijke verhoging en balustrades waarin empire deur | Gebouw                   | tweede kwart 18e eeuw (bouw) eerste kwart 19e eeuw (gewijzigd)                   |                         | Keizersgracht 209        | 52° 22' 23" NB, 4° 53' 7" OL  | 2278   | Meer afbeeldingen |
| Pand met gevel met zandstenen banden onder rollagentop | Woonhuis                 | tweede kwart 17e eeuw 19e eeuw                                                   |                         | Keizersgracht 211        | 52° 22' 23" NB, 4° 53' 7" OL  | 2279   | Meer afbeeldingen |
| Grachtenpand naar een ontwerp in neoclassicistische stijl | Handel en kantoor        | 1910                                                                             | H.J.M. Walenkamp        | Keizersgracht 213        | 52° 22' 23" NB, 4° 53' 7" OL  | 518355 | Meer afbeeldingen |
| Pand met klokgevel met gebeeldhouwde zandstenen pui | Woonhuis                 | begin derde kwart 18e eeuw                                                       |                         | Keizersgracht 215        | 52° 22' 23" NB, 4° 53' 7" OL  | 2280   | Meer afbeeldingen |
| Huis achter gezamenlijke gevel met het nr 219 onder verhoogde lijst met consoles empire deur | Gebouw                   | ca. 1725                                                                         |                         | Keizersgracht 217A-K     | 52° 22' 22" NB, 4° 53' 8" OL  | 2281   | Meer afbeeldingen |
| Huis achter gezamenlijke gevel met het nr 217 onder verhoogde lijst met consoles empire-deur | Gebouw                   | ca. 1725                                                                         |                         | Keizersgracht 219        | 52° 22' 22" NB, 4° 53' 7" OL  | 2282   | Meer afbeeldingen |
| Pand met vierraams zandstenen gevel onder gebeeldhouwde rechte lijst en attiek, met gebeeldhouwde deuromlijsting en twee vierkante schoorstenen                                                                  | Gebouw                   | 1747                                                                             |                         | Keizersgracht 221        | 52° 22' 22" NB, 4° 53' 7" OL  | 2283   | Meer afbeeldingen |
| Pand met gevel onder rechte lijst met balustrade | Handel en kantoor        | 18e/19e eeuw                                                                     |                         | Keizersgracht 223        | 52° 22' 22" NB, 4° 53' 7" OL  | 2284   | Meer afbeeldingen |
| Pand met gevel onder gebeeldhouwde, verhoogde zandstenen lijst en attiek, met gesneden deuromlijsting en vier louis                                                                                              | Handel en kantoor        | 1746                                                                             |                         | Keizersgracht 225        | 52° 22' 21" NB, 4° 53' 7" OL  | 2285   | Meer afbeeldingen |
| Pand met klokgevel met deurpartij | Gebouw                   | 18e/19e eeuw                                                                     |                         | Keizersgracht 227        | 52° 22' 21" NB, 4° 53' 7" OL  | 2286   | Meer afbeeldingen |
| Pand met gevel onder rechte lijst, met deurpartij | Gebouw                   | tweede kwart 19e eeuw                                                            |                         | Keizersgracht 229        | 52° 22' 21" NB, 4° 53' 7" OL  | 2287   | Meer afbeeldingen |
| Pand met gevel onder rijk gesneden rechte lijst, met deurpartij | Gebouw                   | eerste kwart 19e eeuw                                                            |                         | Keizersgracht 231        | 52° 22' 21" NB, 4° 53' 7" OL  | 2288   | Meer afbeeldingen |
| Pand met gevel onder gesneden rechte lijst met leeuwekop aan de hijsbalk | Gebouw                   | eerste kwart 19e eeuw                                                            |                         | Keizersgracht 235        | 52° 22' 20" NB, 4° 53' 7" OL  | 2289   | Pand met gevel onder gesneden rechte lijst met leeuwekop aan de hijsbalk                                                                                |
| Pand met vierraamsgevel onder rechte lijst met dakkapel | Woonhuis                 | 18e/19e eeuw                                                                     |                         | Keizersgracht 237A       | 52° 22' 20" NB, 4° 53' 7" OL  | 2290   | Pand met vierraamsgevel onder rechte lijst met dakkapel                                                                                                 |
| Pand met gevel onder gebeeldhouwde lijst met verhoging | Gebouw                   | tweede kwart 18e eeuw                                                            |                         | Keizersgracht 239        | 52° 22' 20" NB, 4° 53' 7" OL  | 2291   | Pand met gevel onder gebeeldhouwde lijst met verhoging                                                                                                  |
| Pand met zandstenen gevel onder rechte lijst met triglyfen en consoles | Gebouw                   | kort na 1770                                                                     |                         | Keizersgracht 241        | 52° 22' 19" NB, 4° 53' 7" OL  | 2292   | Meer afbeeldingen |
| Dubbel huis ontstaan door samentrekking van twee huizen | Woonhuis                 | na 1770                                                                          |                         | Keizersgracht 243        | 52° 22' 19" NB, 4° 53' 7" OL  | 2293   | Meer afbeeldingen |
| Pand met klokgevel, bekroond door een borstbeeld | Gebouw                   | tweede kwart 18e eeuw                                                            |                         | Keizersgracht 247        | 52° 22' 19" NB, 4° 53' 7" OL  | 2294   | Meer afbeeldingen |
| Pand met gevel onder rechte lijst met consoles | Gebouw                   | eerste kwart 19e eeuw                                                            |                         | Keizersgracht 249        | 52° 22' 19" NB, 4° 53' 7" OL  | 2295   | Meer afbeeldingen |
| Pand met gevel onder rechte lijst met opschrift | Gebouw                   | eerste helft 19e eeuw                                                            |                         | Keizersgracht 251        | 52° 22' 19" NB, 4° 53' 7" OL  | 2296   | Meer afbeeldingen |
| Pand met gevel onder rechte lijst met hardstenen pui en gesneden empire ramen | Gebouw                   | eerste kwart 19e eeuw                                                            |                         | Keizersgracht 253        | 52° 22' 18" NB, 4° 53' 7" OL  | 2297   | Pand met gevel onder rechte lijst met hardstenen pui en gesneden empire ramen                                                                           |
| Pand met gevel onder gesneden rechte lijst | Gebouw                   | 18e of 19e eeuw                                                                  |                         | Keizersgracht 255        | 52° 22' 18" NB, 4° 53' 7" OL  | 2298   | Pand met gevel onder gesneden rechte lijst |
| Pand met gevel onder triglyfenlijst met consoles | Gebouw                   | derde kwart 18e eeuw                                                             |                         | Keizersgracht 257        | 52° 22' 18" NB, 4° 53' 7" OL  | 2299   | Pand met gevel onder triglyfenlijst met consoles |
| Huis waarvan de gevel een xviiic verbouwde onderhelft en een bovenhelft | Gebouw                   | 17e of 18e eeuw                                                                  |                         | Keizersgracht 259A       | 52° 22' 18" NB, 4° 53' 7" OL  | 2300   | Meer afbeeldingen |
| Pand met gevel onder triglyfenlijst met consoles | Gebouw                   | 18e eeuw                                                                         |                         | Keizersgracht 261        | 52° 22' 17" NB, 4° 53' 7" OL  | 2301   | Meer afbeeldingen |
| Pand met gevel onder verhoogde lijst met kuifstuk en wapen | Gebouw                   | tweede kwart 18e eeuw                                                            |                         | Keizersgracht 263        | 52° 22' 17" NB, 4° 53' 7" OL  | 2302   | Meer afbeeldingen |
| Pand met gevel onder rechte lijst met consoles met gebeeldhouwde ingangspartij en vensterversiering | Gebouw                   | ca. 1725 of 18e eeuw                                                             |                         | Keizersgracht 265        | 52° 22' 17" NB, 4° 53' 7" OL  | 2303   | Meer afbeeldingen |
| Pand met gevel onder rechte lijst met consoles en rozetten | Gebouw                   | 18e/19e eeuw                                                                     |                         | Keizersgracht 267        | 52° 22' 17" NB, 4° 53' 7" OL  | 2304   | Meer afbeeldingen |
| Grachtenhuis | Woonhuis                 | 1617                                                                             |                         | Keizersgracht 269        | 52° 22' 16" NB, 4° 53' 7" OL  | 2305   | Meer afbeeldingen |
| Pand met halsgevel met vleugelstukken van bijzonder ontwerp | Woonhuis                 | ca. 1725                                                                         |                         | Keizersgracht 200        | 52° 22' 26" NB, 4° 53' 5" OL  | 2526   | Meer afbeeldingen |
| Pand met gepleisterde gevel onder gesneden verhoogde lijst met vensteromlijstingen en deurpartij | Gebouw                   | 18e/19e eeuw                                                                     |                         | Keizersgracht 202        | 52° 22' 25" NB, 4° 53' 5" OL  | 2527   | Meer afbeeldingen |
| Pand met gepleisterde gevel met twee louis | Woonhuis                 | 18e/19e eeuw                                                                     |                         | Keizersgracht 204A       | 52° 22' 25" NB, 4° 53' 5" OL  | 2528   | Meer afbeeldingen |
| Pand met gevel onder gesneden rechte lijst met deurpartij uit dezelfde tijd | Gebouw                   | ca. 1800                                                                         |                         | Keizersgracht 206        | 52° 22' 25" NB, 4° 53' 5" OL  | 2529   | Meer afbeeldingen |
| Pand met gevel met doorgaande pilasters, verbonden door bogen met blokken onder kloktop | Gebouw                   | 1652                                                                             |                         | Keizersgracht 208        | 52° 22' 25" NB, 4° 53' 5" OL  | 2530   | Meer afbeeldingen |
| Pand met halsgevel | Werk-woonhuis            | 18e/19e eeuw                                                                     |                         | Keizersgracht 210        | 52° 22' 25" NB, 4° 53' 5" OL  | 2531   | Meer afbeeldingen |
| Pand met gevel onder gesneden verhoogde lijst | Woonhuis                 | 1709                                                                             |                         | Keizersgracht 212        | 52° 22' 25" NB, 4° 53' 4" OL  | 2532   | Meer afbeeldingen |
| Pand met pilaster-halsgevel met oeils-de-boeuf | Gebouw                   | 1656                                                                             |                         | Keizersgracht 214        | 52° 22' 24" NB, 4° 53' 4" OL  | 2533   | Meer afbeeldingen |
| Dubbel huis met zandstenen gevel onder rechte lijst met consoles | Gebouw                   | eerste helft 18e eeuw                                                            |                         | Keizersgracht 216A       | 52° 22' 24" NB, 4° 53' 4" OL  | 2534   | Meer afbeeldingen |
| Onze-Lieve-Vrouwekerk | Kerk en kerkonderdeel    | 1854                                                                             | Theo Molkenboer         | Keizersgracht 220        | 52° 22' 23" NB, 4° 53' 4" OL  | 2535   | Meer afbeeldingen |
| Pastorie van de redemptoristenkerk | Gebouw                   | 1853                                                                             |                         | Keizersgracht 218        | 52° 22' 24" NB, 4° 53' 4" OL  | 2536   | Meer afbeeldingen |
| Pand met gevel onder gesneden rechte lijst, met deurpartij | Gebouw                   | eerste kwart 19e eeuw                                                            |                         | Keizersgracht 222        | 52° 22' 23" NB, 4° 53' 4" OL  | 2537   | Meer afbeeldingen |
| Pand met zandstenen vierraamsgevel onder triglyfenlijst met consoles en attiek met versierde ingangstravee en stoep, waarop fles- en s-vormige balusters uit dezelfde tijd en empire deur en snij                | Gebouw                   | ca. 1750                                                                         |                         | Keizersgracht 224        | 52° 22' 22" NB, 4° 53' 4" OL  | 3567   | Meer afbeeldingen |
| Pand met gevel onder rechte lijst met consoles met hardstenen pui | Gebouw                   | laatste kwart 18e eeuw                                                           |                         | Keizersgracht 226        | 52° 22' 22" NB, 4° 53' 4" OL  | 3568   | Meer afbeeldingen |
| Pand met halsgevel | Gebouw                   | eerste helft 18e eeuw                                                            |                         | Keizersgracht 228        | 52° 22' 22" NB, 4° 53' 4" OL  | 2538   | Meer afbeeldingen |
| Pand met halsgevel | Gebouw                   | eerste kwart 18e eeuw                                                            |                         | Keizersgracht 230        | 52° 22' 22" NB, 4° 53' 4" OL  | 2539   | Pand met halsgevel |
| Pand met halsgevel | Gebouw                   | tweede kwart 18e eeuw                                                            |                         | Keizersgracht 234        | 52° 22' 21" NB, 4° 53' 4" OL  | 2540   | Pand met halsgevel |
| Pand met gevel onder rechte lijst met klossen en consoles | Gebouw                   | 18e eeuw                                                                         |                         | Keizersgracht 236        | 52° 22' 21" NB, 4° 53' 4" OL  | 2541   | Meer afbeeldingen |
| Pand met gevel met empire deurpartij | Gebouw                   | 18e eeuw                                                                         |                         | Keizersgracht 238        | 52° 22' 21" NB, 4° 53' 4" OL  | 2542   | Meer afbeeldingen |
| Pand met klokgevel met empire deurpartij | Gebouw                   | ca. 1750/1755                                                                    |                         | Keizersgracht 240        | 52° 22' 20" NB, 4° 53' 4" OL  | 2543   | Pand met klokgevel met empire deurpartij |
| De Groote Keijser, pand met halsgevel | Gebouw                   | eerste kwart 18e eeuw                                                            |                         | Keizersgracht 242        | 52° 22' 20" NB, 4° 53' 4" OL  | 2544   | De Groote Keijser, pand met halsgevel |
| De Groote Keijser, pand met gevel onder gesneden verhoogde lijst en attiek, met gesneden deuromlijsting | Gebouw                   | ca. 1730                                                                         |                         | Keizersgracht 244A       | 52° 22' 20" NB, 4° 53' 4" OL  | 2545   | De Groote Keijser, pand met gevel onder gesneden verhoogde lijst en attiek, met gesneden deuromlijsting                                                 |
| De Groote Keijser, pand met gevel onder gesneden verhoogde lijst en attiek, met gesneden deuromlijsting | Gebouw                   | ca. 1730                                                                         |                         | Keizersgracht 246A       | 52° 22' 19" NB, 4° 53' 4" OL  | 2546   | De Groote Keijser, pand met gevel onder gesneden verhoogde lijst en attiek, met gesneden deuromlijsting                                                 |
| De Groote Keijser, pand met zandstenen gevel onder rechte lijst met triglyfen en wapens, waarop een attiek | Gebouw                   |                                                                                  |                         | Keizersgracht 248A       | 52° 22' 19" NB, 4° 53' 4" OL  | 2547   | De Groote Keijser, pand met zandstenen gevel onder rechte lijst met triglyfen en wapens, waarop een attiek                                              |
| De Groote Keijser, pand met halsgevel | Gebouw                   | 1698                                                                             |                         | Keizersgracht 250A       | 52° 22' 19" NB, 4° 53' 4" OL  | 2548   | De Groote Keijser, pand met halsgevel |
| De Groote Keijser, pand met gevel onder rechte lijst | Gebouw                   | begin 17e eeuw, renovatie ca. 1698, kroonlijst met tandlijstvulling uit 19e eeuw |                         | Keizersgracht 252A       | 52° 22' 19" NB, 4° 53' 4" OL  | 2549   | De Groote Keijser, pand met gevel onder rechte lijst |
| Pand met zandstenen gevel onder gebeeldhouwde verhoogde lijst | Gebouw                   |                                                                                  |                         | Keizersgracht 254        | 52° 22' 19" NB, 4° 53' 4" OL  | 2550   | Meer afbeeldingen |
| Pand met klokgevel met vier louis | Gebouw                   |                                                                                  |                         | Keizersgracht 256        | 52° 22' 18" NB, 4° 53' 4" OL  | 2551   | Meer afbeeldingen |
| Pand met gevel onder rechte lijst, met deur en vensteromlijstingen, deur en bovenlicht | Woonhuis                 |                                                                                  |                         | Keizersgracht 258        | 52° 22' 18" NB, 4° 53' 4" OL  | 2552   | Meer afbeeldingen |
| Pand met gevel onder gesneden verhoogde lijst | Gebouw                   |                                                                                  |                         | Keizersgracht 260        | 52° 22' 18" NB, 4° 53' 4" OL  | 2553   | Meer afbeeldingen |
| Pand met zandstenen gevel onder rechte lijst | Gebouw                   |                                                                                  |                         | Keizersgracht 262II      | 52° 22' 18" NB, 4° 53' 4" OL  | 2554   | Pand met zandstenen gevel onder rechte lijst |
| Pand met gepleisterde lijstgevel met doorgaande pilasters boven de sokkelverdieping | Gebouw                   |                                                                                  |                         | Keizersgracht 264        | 52° 22' 18" NB, 4° 53' 4" OL  | 2555   | Meer afbeeldingen |
| Pand met gevel onder rechte lijst met consoles | Gebouw                   |                                                                                  |                         | Keizersgracht 268        | 52° 22' 17" NB, 4° 53' 4" OL  | 2556   | Pand met gevel onder rechte lijst met consoles |
| Pand met gevel onder hals in fantasievormen | Gebouw                   |                                                                                  |                         | Keizersgracht 270        | 52° 22' 17" NB, 4° 53' 4" OL  | 2557   | Pand met gevel onder hals in fantasievormen |
| Pand met gevel onder rechte lijst met consoles en dakkapel | Gebouw                   |                                                                                  |                         | Keizersgracht 272        | 52° 22' 17" NB, 4° 53' 4" OL  | 2558   | Pand met gevel onder rechte lijst met consoles en dakkapel                                                                                              |
| Pand met zandstenen gevel onder gebeeldhouwde verhoogde lijst | Gebouw                   |                                                                                  |                         | Keizersgracht 274        | 52° 22' 17" NB, 4° 53' 4" OL  | 2560   | Meer afbeeldingen |
| Pand met gevel onder verhoogde lijst met triglyfen en consoles | Gebouw                   |                                                                                  |                         | Keizersgracht 276        | 52° 22' 17" NB, 4° 53' 4" OL  | 2561   | Meer afbeeldingen |
| Pand met gevel onder rechte lijst met consoles | Gebouw                   |                                                                                  |                         | Keizersgracht 278        | 52° 22' 16" NB, 4° 53' 4" OL  | 2562   | Meer afbeeldingen |
| Pand met halsgevel | Gebouw                   |                                                                                  |                         | Keizersgracht 280        | 52° 22' 16" NB, 4° 53' 4" OL  | 2563   | Meer afbeeldingen |
| Pand met gevel onder gebeeldhouwde verhoogde lijst | Gebouw                   |                                                                                  |                         | Keizersgracht 282        | 52° 22' 16" NB, 4° 53' 4" OL  | 2564   | Meer afbeeldingen |
| Pand met gevel onder verhoogde lijst met consoles en gesneden attiek | Gebouw                   |                                                                                  |                         | Keizersgracht 284        | 52° 22' 16" NB, 4° 53' 4" OL  | 2565   | Pand met gevel onder verhoogde lijst met consoles en gesneden attiek                                                                                    |
| Pand met gevel onder rechte lijst met consoles | Gebouw                   |                                                                                  |                         | Keizersgracht 286        | 52° 22' 16" NB, 4° 53' 4" OL  | 2566   | Pand met gevel onder rechte lijst met consoles |
| Pand met gevel onder rechte lijst | Gebouw                   |                                                                                  |                         | Keizersgracht 288A       | 52° 22' 15" NB, 4° 53' 4" OL  | 2567   | Pand met gevel onder rechte lijst |
| Pand met gevel onder gesneden rechte lijst met consoles | Woonhuis                 | ca. 1800                                                                         |                         | Keizersgracht 290A       | 52° 22' 15" NB, 4° 53' 4" OL  | 2568   | Meer afbeeldingen |
| Pand met rijk gebeeldhouwde halsgevel | Gebouw                   | 18e eeuw                                                                         |                         | Keizersgracht 292        | 52° 22' 15" NB, 4° 53' 4" OL  | 2569   | Meer afbeeldingen |
| Pand met rijk gebeeldhouwde halsgevel | Woonhuis                 | 18e eeuw                                                                         |                         | Keizersgracht 294        | 52° 22' 15" NB, 4° 53' 4" OL  | 2570   | Meer afbeeldingen |
| Pand met gevel onder rechte lijst met consoles | Gebouw                   | 18e eeuw                                                                         |                         | Keizersgracht 296A       | 52° 22' 15" NB, 4° 53' 4" OL  | 2571   | Meer afbeeldingen |
| Pand bestaande uit een oud het eerste met ingepleisterde halsgevel | Gebouw                   | ca. 1750/1755                                                                    |                         | Keizersgracht 302        | 52° 22' 14" NB, 4° 53' 4" OL  | 2572   | Meer afbeeldingen |
| Pand met gevel onder gesneden rechte lijst met consoles | Gebouw                   |                                                                                  |                         | Keizersgracht 306        | 52° 22' 14" NB, 4° 53' 4" OL  | 2573   | Meer afbeeldingen |
| Pand met klokgevel | Gebouw                   |                                                                                  |                         | Keizersgracht 308        | 52° 22' 14" NB, 4° 53' 4" OL  | 2574   | Meer afbeeldingen |
| Pand met klokgevel | Gebouw                   |                                                                                  |                         | Keizersgracht 310        | 52° 22' 14" NB, 4° 53' 4" OL  | 2575   | Meer afbeeldingen |
| Hoekhuis met gevel onder rechte lijst | Gebouw                   |                                                                                  |                         | Keizersgracht 312        | 52° 22' 14" NB, 4° 53' 3" OL  | 2576   | Meer afbeeldingen |
| Niek Engelschmanbrug | Brug                     | 1924-1925                                                                        | P.L. Kramer             | Keizersgracht/brugnr.106 | 52° 22' 20" NB, 4° 53' 5" OL  | 518389 | Meer afbeeldingen |
| Pand met gevel onder rechte lijst en attiek | Gebouw                   | eerste helft 19e eeuw                                                            |                         | Keizersgracht 311        | 52° 22' 12" NB, 4° 53' 6" OL  | 2306   | Pand met gevel onder rechte lijst en attiek |
| Pand met gevel onder rechte lijst met triglyfen | Gebouw                   | 1725 1673                                                                        |                         | Keizersgracht 317        | 52° 22' 12" NB, 4° 53' 6" OL  | 2307   | Meer afbeeldingen |
| Pand met zandstenen pilaster-halsgevel met oeils-de-boeuf en frontons, in 1639 gebouwd door philips vingboons | Gebouw                   | 1639                                                                             |                         | Keizersgracht 319        | 52° 22' 11" NB, 4° 53' 6" OL  | 2308   | Meer afbeeldingen |
| Pand met gevel, versierd met grote boogblokken waarvan de bovenste verdieping en de triglyfenlijst plm. 1800 zijn aangebracht, evenals de deurpartij                                                             | Gebouw                   | tweede kwart 17e eeuw                                                            |                         | Keizersgracht 321        | 52° 22' 11" NB, 4° 53' 6" OL  | 2309   | Meer afbeeldingen |
| Pand met gevel onder verhoogde, gesneden lijst | Gebouw                   | tweede kwart 18e eeuw                                                            |                         | Keizersgracht 323        | 52° 22' 11" NB, 4° 53' 6" OL  | 2310   | Pand met gevel onder verhoogde, gesneden lijst |
| Pand met gevel onder rechte lijst met consoles | Gebouw                   | derde of laatste kwart 18e eeuw                                                  |                         | Keizersgracht 325A       | 52° 22' 11" NB, 4° 53' 6" OL  | 2311   | Pand met gevel onder rechte lijst met consoles |
| Pand met zandstenen gevel onder triglyfenlijst met consoles | Gebouw                   | 18e eeuw                                                                         |                         | Keizersgracht 327A       | 52° 22' 10" NB, 4° 53' 6" OL  | 2312   | Meer afbeeldingen |
| Pand met gevel onder verhoogde, gesneden lijst | Gebouw                   | tweede kwart 18e eeuw                                                            |                         | Keizersgracht 329        | 52° 22' 10" NB, 4° 53' 6" OL  | 2313   | Meer afbeeldingen |
| Pand met gevel onder triglyfenlijst | Gebouw                   | 18e/19e eeuw                                                                     |                         | Keizersgracht 331        | 52° 22' 10" NB, 4° 53' 13" OL | 2314   | Pand met gevel onder triglyfenlijst |
| Pand met gevel onder rechte lijst met consoles en met empire deurpartij | Gebouw                   | 18e eeuw                                                                         |                         | Keizersgracht 333        | 52° 22' 10" NB, 4° 53' 17" OL | 382411 | Upload foto |
| Pand met gevel onder rechte lijst | Gebouw                   | 18e/19e eeuw                                                                     |                         | Keizersgracht 335        | 52° 22' 10" NB, 4° 53' 20" OL | 2316   | Pand met gevel onder rechte lijst |
| Pand met gevel onder rechte triglyfenlijst | Gebouw                   | 18e/19e eeuw                                                                     |                         | Keizersgracht 337        | 52° 22' 10" NB, 4° 53' 6" OL  | 2317   | Meer afbeeldingen |
| Pand met gevel met versierde kelderpui en deuromlijsting | Gebouw                   | 17e/18e/19e eeuw                                                                 |                         | Keizersgracht 339        | 52° 22' 9" NB, 4° 53' 6" OL   | 2318   | Meer afbeeldingen |
| Pand met gevel onder gesneden, verhoogde lijst | Gebouw                   | ca. 1725                                                                         |                         | Keizersgracht 341        | 52° 22' 9" NB, 4° 53' 6" OL   | 2319   | Meer afbeeldingen |
| Pand met gevel onder rijk gesneden lijst met consoles en met een gebeeldhouwde cordonlijst | Gebouw                   | tegen 1800                                                                       |                         | Keizersgracht 343        | 52° 22' 9" NB, 4° 53' 6" OL   | 2320   | Meer afbeeldingen |
| Pand met gevel onder een zich ook over een plm. 1800 verhoogde aparte travee boven een gang uitstrekkende rechte lijst waarop een attiek                                                                         | Woonhuis                 | eerste helft 18e eeuw of ca. 1800                                                |                         | Keizersgracht 345        | 52° 22' 9" NB, 4° 53' 6" OL   | 2321   | Meer afbeeldingen |
| Huis met gevel onder rechte lijst met consoles | Gebouw                   | waarschijnlijk 18e eeuw of tweede helft 19e eeuw                                 |                         | Keizersgracht 347        | 52° 22' 9" NB, 4° 53' 6" OL   | 2322   | Meer afbeeldingen |
| Huis met gevel onder rechte lijst met consoles | Gebouw                   | waarschijnlijk 18e eeuw (kern)                                                   |                         | Keizersgracht 349        | 52° 22' 9" NB, 4° 53' 6" OL   | 2323   | Meer afbeeldingen |
| Gevel onder rechte lijst met consoles | Gebouw                   | 18e eeuw (kern)                                                                  |                         | Keizersgracht 351I       | 52° 22' 8" NB, 4° 53' 6" OL   | 2324   | Meer afbeeldingen |
| Pand met gepleisterde zandstenen gevel onder triglyfenlijst waarop een hals met bijzondere vleugelstukken | Gebouw                   | eerste kwart 18e eeuw                                                            |                         | Keizersgracht 353        | 52° 22' 8" NB, 4° 53' 6" OL   | 2325   | Meer afbeeldingen |
| Pand met halsgevel | Gebouw                   | eerste kwart 18e eeuw                                                            |                         | Keizersgracht 355        | 52° 22' 8" NB, 4° 53' 6" OL   | 2326   | Meer afbeeldingen |
| Hoekhuis met halsgevel met twee oeils-de-boeuf in de voor- en een in de zijgevel | Gebouw                   | eerste kwart 18e eeuw                                                            |                         | Keizersgracht 357        | 52° 22' 8" NB, 4° 53' 6" OL   | 2327   | Meer afbeeldingen |
| Pand | Gebouw                   | eerste helft 18e eeuw (lijst) 1647 (poortje)                                     |                         | Keizersgracht 365        | 52° 22' 6" NB, 4° 53' 6" OL   | 2328   | Meer afbeeldingen |
| Pand met halsgeveltje | Gebouw                   | eerste kwart 18e eeuw                                                            |                         | Keizersgracht 383        | 52° 22' 5" NB, 4° 53' 6" OL   | 2329   | Meer afbeeldingen |
| Pand met kleine halsgevel met hardstenen pui en deurpartij | Gebouw                   | 19e eeuw en ouder                                                                |                         | Keizersgracht 385        | 52° 22' 5" NB, 4° 53' 6" OL   | 2330   | Meer afbeeldingen |
| Pand met zandstenen halsgevel met oeils-de-boeuf, vensterfrontons enz | Gebouw                   | 1668                                                                             |                         | Keizersgracht 387        | 52° 22' 5" NB, 4° 53' 5" OL   | 2331   | Meer afbeeldingen |
| Pand met zandstenen gevel onder rechte lijst met consoles | Woonhuis                 | tweede helft 18e eeuw                                                            |                         | Keizersgracht 389A       | 52° 22' 5" NB, 4° 53' 5" OL   | 2332   | Meer afbeeldingen |
| Pand met gevel onder rechte lijst met empire deurpartij | Gebouw                   | eerste kwart 19e eeuw                                                            |                         | Keizersgracht 391        | 52° 22' 4" NB, 4° 53' 5" OL   | 2333   | Pand met gevel onder rechte lijst met empire deurpartij                                                                                                 |
| Pand met gevel empire deurpartij | Gebouw                   | 17e/18e eeuw                                                                     |                         | Keizersgracht 393A       | 52° 22' 4" NB, 4° 53' 5" OL   | 2334   | Meer afbeeldingen |
| Huis bekroond door de oorspronkelijke hals met oeils-de-boeuf | Gebouw                   | 17e/18e/19e eeuw                                                                 |                         | Keizersgracht 395        | 52° 22' 4" NB, 4° 53' 5" OL   | 2335   | Meer afbeeldingen |
| Pand met gevel gebeeldhouwde stoep | Gebouw                   | 18e eeuw                                                                         |                         | Keizersgracht 397        | 52° 22' 4" NB, 4° 53' 5" OL   | 2336   | Meer afbeeldingen |
| Pand met halsgevel deuromlijsting | Gebouw                   | 17e/18e eeuw                                                                     |                         | Keizersgracht 399        | 52° 22' 4" NB, 4° 53' 5" OL   | 2337   | Meer afbeeldingen |
| Pand met zandstenen pilaster-halsgevel met oeils-de-boeuf en gevelsteen | Gebouw                   | 17e/18e eeuw                                                                     |                         | Keizersgracht 401        | 52° 22' 3" NB, 4° 53' 5" OL   | 2338   | Meer afbeeldingen |
| Pakhuis met gepleisterde puntgevel | Gebouw                   | vermoedelijk 17e eeuw                                                            |                         | Keizersgracht 403I       | 52° 22' 3" NB, 4° 53' 5" OL   | 2339   | Meer afbeeldingen |
| Pakhuis met gevel onder rechte lijst met consoles | Werk-woonhuis            | 17e/19e eeuw                                                                     |                         | Keizersgracht 405        | 52° 22' 3" NB, 4° 53' 5" OL   | 2340   | Pakhuis met gevel onder rechte lijst met consoles |
| Pand met lisenengevel onder gewijzigd klokvormige top met deur- en vensteromlijstingen | Gebouw                   | 1665                                                                             |                         | Keizersgracht 407        | 52° 22' 3" NB, 4° 53' 5" OL   | 2341   | Meer afbeeldingen |
| Pand met vierraams zandstenen gevel onder rechte lijst en gesneden fronton | Woonhuis                 | derde kwart 18e eeuw                                                             |                         | Keizersgracht 409        | 52° 22' 2" NB, 4° 53' 6" OL   | 2342   | Meer afbeeldingen |
| Pand met zandstenen gevel onder gezwenkte lijstvormige top | Gebouw                   | tweede kwart 18e eeuw                                                            |                         | Keizersgracht 411        | 52° 22' 2" NB, 4° 53' 6" OL   | 2343   | Meer afbeeldingen |
| Huis met gevel onder rechte lijst | Gebouw                   | 17e/19e eeuw                                                                     |                         | Keizersgracht 413A       | 52° 22' 2" NB, 4° 53' 6" OL   | 2344   | Meer afbeeldingen |
| Pand met gepleisterde zandstenen halsgevel | Gebouw                   | tweede helft 17e eeuw                                                            |                         | Keizersgracht 415        | 52° 22' 2" NB, 4° 53' 6" OL   | 2345   | Meer afbeeldingen |
| Hoekhuis met gevel onder rollagentop | Gebouw                   | 17e/19e eeuw                                                                     |                         | Keizersgracht 419        | 52° 22' 2" NB, 4° 53' 6" OL   | 2346   | Meer afbeeldingen |
| Handelskantoor met magazijnen, kantoren, monsterkamers, een conciërgewoning en verwarmingskelder | Handel en kantoor        | 1935-1936                                                                        |                         | Keizersgracht 316        | 52° 22' 13" NB, 4° 53' 3" OL  | 518507 | Meer afbeeldingen |
| Pand met gevel in het oude deel voorzien van gebeeldhouwde stoep, kelderpui, deur- en vensteromlijstingen | Gebouw                   | 18e/19e eeuw                                                                     |                         | Keizersgracht 318I       | 52° 22' 13" NB, 4° 53' 3" OL  | 2577   | Meer afbeeldingen |
| Pand met gevel onder rechte lijst | Gebouw                   | 18e/19e eeuw                                                                     |                         | Keizersgracht 320        | 52° 22' 13" NB, 4° 53' 3" OL  | 2578   | Meer afbeeldingen |
| Pand met klokgevel van zware vormen met gesneden deuromlijsting | Gebouw                   | ca. 1750                                                                         |                         | Keizersgracht 322H       | 52° 22' 12" NB, 4° 53' 3" OL  | 2579   | Meer afbeeldingen |
| Felix Meritis | Gebouw                   | 1788                                                                             |                         | Keizersgracht 324        | 52° 22' 12" NB, 4° 53' 3" OL  | 2580   | Meer afbeeldingen |
| Pand met gevel onder rechte lijst | Gebouw                   | derde kwart 19e eeuw                                                             |                         | Keizersgracht 330A       | 52° 22' 11" NB, 4° 53' 3" OL  | 2582   | Meer afbeeldingen |
| Pand met gevel onder rechte lijst met consoles | Woonhuis                 | 17e/19e eeuw                                                                     |                         | Keizersgracht 370        | 52° 22' 11" NB, 4° 53' 3" OL  | 2583   | Pand met gevel onder rechte lijst met consoles |
| Pand met gevel onder rechte lijst met geblokte onderpui | Gebouw                   | eerste helft 19e eeuw                                                            |                         | Keizersgracht 372        | 52° 22' 11" NB, 4° 53' 3" OL  | 2584   | Pand met gevel onder rechte lijst met geblokte onderpui                                                                                                 |
| Pand met gevel onder triglyfenlijst | Gebouw                   | 19e eeuw                                                                         |                         | Keizersgracht 374        | 52° 22' 11" NB, 4° 53' 3" OL  | 2585   | Pand met gevel onder triglyfenlijst |
| Tuinhuis | Onderdeel woningen e.d.  | eind 18e eeuw                                                                    |                         | Keizersgracht bij 374    | 52° 22' 11" NB, 4° 53' 3" OL  | 528262 | Upload foto |
| Pand met gevel onder rechte lijst met consoles | Gebouw                   | ca. 1800                                                                         |                         | Keizersgracht 378        | 52° 22' 10" NB, 4° 53' 2" OL  | 2586   | Meer afbeeldingen |
| Voormalige Schouwburgpoort | Gebouw                   | 1165                                                                             |                         | Keizersgracht 384        | 52° 22' 9" NB, 4° 53' 3" OL   | 2587   | Meer afbeeldingen |
| Ouder huis met gevel in traditionele trant onder rechte lijst met consoles | Gebouw                   | tweede helft 19e eeuw                                                            |                         | Keizersgracht 386A       | 52° 22' 9" NB, 4° 53' 3" OL   | 2588   | Meer afbeeldingen |
| Pand met gevel onder triglyfenlijst met stoeppalen, -hekken en deur uit dezelfde tijd | Gebouw                   | eerste kwart 19e eeuw                                                            |                         | Keizersgracht 388A       | 52° 22' 9" NB, 4° 53' 3" OL   | 2589   | Meer afbeeldingen |
| Pand met gevel onder rechte lijst, met deurpartij en stoeppalen | Gebouw                   | eerste kwart 19e eeuw                                                            |                         | Keizersgracht 390        | 52° 22' 9" NB, 4° 53' 3" OL   | 2590   | Meer afbeeldingen |
| Pand met traditionele gevel met triglyfen in de daklijst | Gebouw                   | tweede helft 19e eeuw                                                            |                         | Keizersgracht 392        | 52° 22' 9" NB, 4° 53' 3" OL   | 2591   | Meer afbeeldingen |
| Hoekhuis met klokgevel | Gebouw                   | tweede helft 18e eeuw                                                            |                         | Keizersgracht 400        | 52° 22' 8" NB, 4° 53' 3" OL   | 2592   | Meer afbeeldingen |
| Pand met klokgevel onder siertrossen | Gebouw                   | 1682                                                                             |                         | Keizersgracht 402        | 52° 22' 8" NB, 4° 53' 3" OL   | 2593   | Meer afbeeldingen |
| Huis met klokgevel | Gebouw                   | 17e/18e eeuw                                                                     |                         | Keizersgracht 404        | 52° 22' 8" NB, 4° 53' 3" OL   | 2594   | Meer afbeeldingen |
| Pand voorzien van rechte lijst met consoles | Gebouw                   | 17e/18e eeuw                                                                     |                         | Keizersgracht 406        | 52° 22' 7" NB, 4° 53' 3" OL   | 2595   | Meer afbeeldingen |
| Pand waarvan huidige gevel onder rechte lijst met consoles | Gebouw                   | 17e/18e eeuw                                                                     |                         | Keizersgracht 408        | 52° 22' 7" NB, 4° 53' 3" OL   | 2596   | Meer afbeeldingen |
| Pand met gevel onder rechte lijst met consoles en latere balustrade | Woonhuis                 | tweede kwart 18e eeuw                                                            |                         | Keizersgracht 414A       | 52° 22' 7" NB, 4° 53' 3" OL   | 2597   | Upload foto |
| Pand met gevel onder rechte lijst met consoles en latere balustrade | Gebouw                   | 18e/19e eeuw                                                                     |                         | Keizersgracht 416        | 52° 22' 6" NB, 4° 53' 3" OL   | 2598   | Meer afbeeldingen |
| Pand met gevel onder verhoogde lijst met consoles | Woonhuis                 | tweede helft 18e eeuw                                                            |                         | Keizersgracht 426        | 52° 22' 5" NB, 4° 53' 3" OL   | 2599   | Meer afbeeldingen |
| Pand met vierraamsgevel in traditionele vormen, onder rechte lijst met consoles | Gebouw                   | tweede helft 19e eeuw                                                            |                         | Keizersgracht 428A       | 52° 22' 5" NB, 4° 53' 3" OL   | 2600   | Pand met vierraamsgevel in traditionele vormen, onder rechte lijst met consoles                                                                         |
| Huis uit 1720 met gevel, voorzien van de oorspronkelijke bedrijfspui en een rollagentop | Gebouw                   | 1720                                                                             |                         | Keizersgracht            | 52° 22' 5" NB, 4° 53' 2" OL   | 2601   | Huis uit 1720 met gevel, voorzien van de oorspronkelijke bedrijfspui en een rollagentop                                                                 |
| Pand met gepleisterde gevel onder rechte lijst | Gebouw                   | 18e/19e eeuw                                                                     |                         | Keizersgracht 434        | 52° 22' 5" NB, 4° 53' 3" OL   | 2602   | Meer afbeeldingen |
| Pand met gevel onder rechte lijst | Gebouw                   | 18e/19e eeuw                                                                     |                         | Keizersgracht 436A       | 52° 22' 5" NB, 4° 53' 3" OL   | 2603   | Meer afbeeldingen |
| Confectie-atelier | Industrie                | 1897-1898                                                                        | W. Hamer                | Keizersgracht 440        | 52° 22' 4" NB, 4° 53' 3" OL   | 518356 | Meer afbeeldingen |
| Pand met zandstenen gevel onder rechte triglyfenlijst en attiek, met gebeeldhouwde vensteromlijsting in de as, gebeeldhouwde stoep en deur en kelderpui                                                          | Gebouw                   | 18e/19e eeuw                                                                     |                         | Keizersgracht 442        | 52° 22' 4" NB, 4° 53' 3" OL   | 2604   | Pand met zandstenen gevel onder rechte triglyfenlijst en attiek, met gebeeldhouwde vensteromlijsting in de as, gebeeldhouwde stoep en deur en kelderpui |
| Hope | Woonhuis                 | 1758                                                                             |                         | Keizersgracht 444        | 52° 22' 4" NB, 4° 53' 3" OL   | 2605   | Hope |
| Hope | Gebouw                   | ca. 1725                                                                         |                         | Keizersgracht 446        | 52° 22' 3" NB, 4° 53' 2" OL   | 2606   | Meer afbeeldingen |
| Pand met gevel onder rechte lijst en attiek | Gebouw                   | 18e of begin 19e eeuw                                                            |                         | Keizersgracht 448        | 52° 22' 3" NB, 4° 53' 2" OL   | 2607   | Meer afbeeldingen |
| Pand met halsgevel | Gebouw                   | 18e/19e eeuw                                                                     |                         | Keizersgracht 450        | 52° 22' 3" NB, 4° 53' 3" OL   | 2608   | Meer afbeeldingen |
| Huis Fuld; dubbel hoekpand, gebouwd in 1685, geheel verbouwd in 1860/61 door cornelis outshoorn, met van rijke stucversieringen voorziene gepleisterde gevels onder bewerkte lijst, en zandstenen pui met balcon | Gebouw                   |                                                                                  | Pieter Adolfse de Zeeuw | Keizersgracht 452        | 52° 22' 2" NB, 4° 53' 3" OL   | 2609   | Meer afbeeldingen |
| Pand met gevel onder rechte lijst | Gebouw                   |                                                                                  |                         | Keizersgracht 423        | 52° 22' 1" NB, 4° 53' 8" OL   | 2347   | Pand met gevel onder rechte lijst |
| Pakhuis met puntgevel | Gebouw                   |                                                                                  |                         | Keizersgracht 425        | 52° 22' 0" NB, 4° 53' 8" OL   | 2348   | Pakhuis met puntgevel |
| Huisje | Gebouw                   |                                                                                  |                         | Keizersgracht 427A       | 52° 22' 0" NB, 4° 53' 8" OL   | 2349   | Huisje |
| Huisje | Gebouw                   |                                                                                  |                         | Keizersgracht 429        | 52° 22' 0" NB, 4° 53' 8" OL   | 2350   | Huisje |
| Grachtenpand: bestaande uit een voorhuis, een achterhuis en een zeer smalle, hoge aanbouw links aan het achterhuis                                                                                               | Woonhuis                 | ca. 1665                                                                         |                         | Keizersgracht 431        | 52° 22' 0" NB, 4° 53' 9" OL   | 514043 | Grachtenpand: bestaande uit een voorhuis, een achterhuis en een zeer smalle, hoge aanbouw links aan het achterhuis                                      |
| Pand met gevel onder rechte lijst | Gebouw                   | 18e/19e eeuw                                                                     |                         | Keizersgracht 433A       | 52° 21' 60" NB, 4° 53' 9" OL  | 2351   | Meer afbeeldingen |
| Pand met zware gevel onder triglyfenlijst | Gebouw                   | laatste kwart 17e eeuw (gevel)                                                   |                         | Keizersgracht 435        | 52° 21' 60" NB, 4° 53' 9" OL  | 2352   | Meer afbeeldingen |
| Huis met gevel | Gebouw                   | 1684                                                                             |                         | Keizersgracht 437        | 52° 21' 60" NB, 4° 53' 9" OL  | 2353   | Meer afbeeldingen |
| Pand met halsgevel met festoenen en jaartalsteen | Gebouw                   | 1684                                                                             |                         | Keizersgracht 441        | 52° 21' 59" NB, 4° 53' 10" OL | 2354   | Meer afbeeldingen |
| Huis | Gebouw                   | wellicht 1672 (kern)                                                             |                         | Keizersgracht 443        | 52° 21' 59" NB, 4° 53' 10" OL | 2355   | Meer afbeeldingen |
| Huis | Gebouw                   | 1672 (kern)                                                                      |                         | Keizersgracht 445        | 52° 21' 59" NB, 4° 53' 11" OL | 2356   | Meer afbeeldingen |
| Pand met gevel onder rechte lijst | Gebouw                   | 1672                                                                             |                         | Keizersgracht 447        | 52° 21' 59" NB, 4° 53' 10" OL | 2357   | Meer afbeeldingen |
| Pand met klokgevel | Gebouw                   | vroeg derde kwart 18e eeuw                                                       |                         | Keizersgracht 449        | 52° 21' 59" NB, 4° 53' 11" OL | 2358   | Meer afbeeldingen |
| Pand met gevel met middenrisaliet, onder rechte lijst met consoles | Gebouw                   | eerste helft 18e eeuw                                                            |                         | Keizersgracht 451        | 52° 21' 59" NB, 4° 53' 11" OL | 2359   | Meer afbeeldingen |
| Pand met halsgevel | Gebouw                   | 1669                                                                             |                         | Keizersgracht 453        | 52° 21' 59" NB, 4° 53' 12" OL | 2360   | Meer afbeeldingen |
| Huis met vijf bouwlagen in internationale eclectische trant | Gebouw                   | 1891                                                                             | Jac. van Looy           | Keizersgracht 455        | 52° 21' 58" NB, 4° 53' 12" OL | 408905 | Meer afbeeldingen |
| Hoekpand, pakhuis met puntgevel onder halsje | Werk-woonhuis            | 17e eeuw                                                                         |                         | Keizersgracht 454        | 52° 22' 2" NB, 4° 53' 3" OL   | 2610   | Meer afbeeldingen |
| Pand met halsgevel | Gebouw                   | laatste helft 17e eeuw                                                           |                         | Keizersgracht 456        | 52° 22' 1" NB, 4° 53' 3" OL   | 2611   | Meer afbeeldingen |
| Pand met gevel empire deurpartij | Gebouw                   | 17e/18e/19e eeuw                                                                 |                         | Keizersgracht 458        | 52° 22' 1" NB, 4° 53' 3" OL   | 2612   | Meer afbeeldingen |
| Pand met gevel onder rechte lijst met consoles | Gebouw                   | 17e/18e/19e eeuw                                                                 |                         | Keizersgracht 460        | 52° 22' 1" NB, 4° 53' 3" OL   | 2613   | Meer afbeeldingen |
| Hoekhuis met gevel onder rechte lijst | Gebouw                   | 17e/19e eeuw                                                                     |                         | Keizersgracht 462        | 52° 22' 1" NB, 4° 53' 4" OL   | 2614   | Meer afbeeldingen |
| Pand met gevel onder rechte lijst met dakkapel | Woonhuis                 | eerste kwart 19e eeuw                                                            |                         | Keizersgracht 466        | 52° 21' 60" NB, 4° 53' 5" OL  | 2615   | Meer afbeeldingen |
| Huis met gevel onder rechte lijst | Gebouw                   | 17e/19e eeuw                                                                     |                         | Keizersgracht 468        | 52° 21' 60" NB, 4° 53' 5" OL  | 2616   | Meer afbeeldingen |
| Huis | Gebouw                   | 1671                                                                             |                         | Keizersgracht 470        | 52° 21' 60" NB, 4° 53' 5" OL  | 2617   | Meer afbeeldingen |
| Pand met gevel onder gesneden rechte lijst | Gebouw                   | ca. 1800                                                                         |                         | Keizersgracht 472        | 52° 21' 59" NB, 4° 53' 6" OL  | 2618   | Pand met gevel onder gesneden rechte lijst |
| Pand met gevel onder rechte lijst | Gebouw                   | mogelijk eerste helft 19e eeuw                                                   |                         | Keizersgracht 476        | 52° 21' 59" NB, 4° 53' 6" OL  | 2619   | Pand met gevel onder rechte lijst |
| Pand met gevel onder rechte lijst | Gebouw                   | mogelijk eerste helft 19e eeuw                                                   |                         | Keizersgracht 478        | 52° 21' 59" NB, 4° 53' 6" OL  | 2620   | Pand met gevel onder rechte lijst |
| Huis | Gebouw                   | 1685                                                                             |                         | Keizersgracht 482        | 52° 21' 59" NB, 4° 53' 7" OL  | 2621   | Huis |
| Huis | Gebouw                   | 17e/18e/19e eeuw                                                                 |                         | Keizersgracht 484        | 52° 21' 59" NB, 4° 53' 7" OL  | 2622   | Meer afbeeldingen |
| Huis met overbouwing van de gang ernaast | Gebouw                   | 1686                                                                             |                         | Keizersgracht 486        | 52° 21' 58" NB, 4° 53' 7" OL  | 2623   | Meer afbeeldingen |
| Pand met halsgevel met oeils-de-boeuf en festoen | Gebouw                   | 1686                                                                             |                         | Keizersgracht 488        | 52° 21' 58" NB, 4° 53' 8" OL  | 2624   | Meer afbeeldingen |
| Pand met smalle gevel met oeils-de-boeuf | Woonhuis                 | 1686                                                                             |                         | Keizersgracht 490        | 52° 21' 58" NB, 4° 53' 8" OL  | 2625   | Meer afbeeldingen |
| Pand met halsgevel | Gebouw                   | 1671                                                                             |                         | Keizersgracht 504        | 52° 21' 57" NB, 4° 53' 9" OL  | 2626   | Meer afbeeldingen |
| Pand met halsgevel | Gebouw                   | 1671                                                                             |                         | Keizersgracht 506        | 52° 21' 57" NB, 4° 53' 9" OL  | 2627   | Meer afbeeldingen |
| Hoekhuis in zogenaamd Oudhollandse, maar in werkelijkheid zeer electische neo-renaissancestijl, met gave winkelpui, door een torentje met Frans toit-en-pavillon bekroonde hoekerker en trapgevel                | Gebouw                   | 1892                                                                             | A.C.Bleys               | Keizersgracht 508        | 52° 21' 57" NB, 4° 53' 10" OL | 2628   | Meer afbeeldingen |